# Ingvar

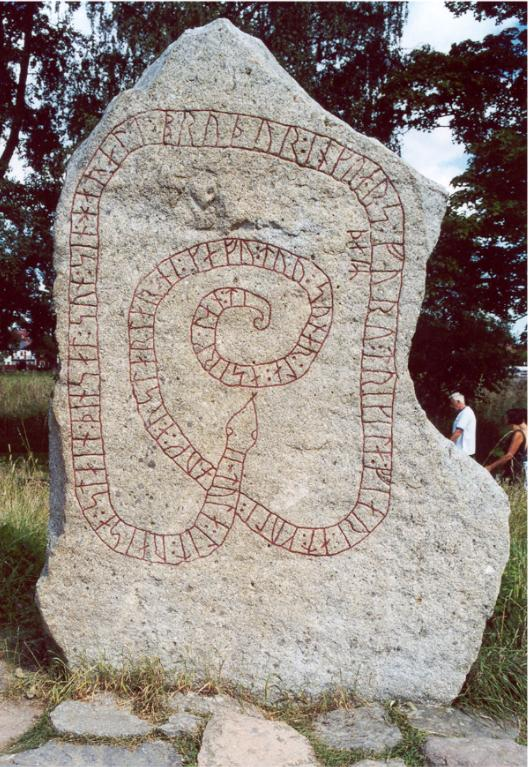
A gripsholmi kő, melyben szerepel Ingvar neve is

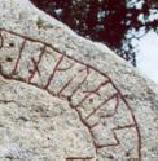
Ingvar neve (Inkuar-s) a gripsholmi kövön

Ingvar vagy más néven Messzejárt Ingvar, Világjáró Ingvar (óészakiul Yngvarr víðförli) volt a sikertelen perzsiai viking hadjárat vezetője 1036-1042 között.
A 10. század folyamán több viking hadjárat is volt a Kaszpi-tenger térségében. Az Ingvar-saga (Yngvars saga víðförla) leírja az utolsó viking hadjáratot a Kaszpi-tengernél, 1041-ben, sok legendával fűszerezve a valódi történelmi tényeket. Ez az expedíció Svédországból indult, a Volga-folyó mentén a szaracénok földjéig (ők ezt a földet Szirklandnak nevezték). Ha már ott jártak, részben belekapcsolódtak a grúz-bizánci szaszireti csatába (1042).
Nem több, mint 26 ún. Ingvar-kő létezik, 24 közülük a Mälaren-tó körzetében, Uppsalában található, és azokra a harcosokra utal, akik részt vettek Ingvar szaracénföldi expedíciójában. Az expedíció célja a régi kereskedelmi utak újramegnyitása lett volna, miután a volgai bolgárok és a kazárok már nem akadályozták tovább az utat.

## Élete

### Az expedíció
Lehetséges, hogy Anund Jakab vagy a bátyja, Emund gyűjtötte össze a svéd Leidangot (gyűlést).
A résztvevők mind Közép-Svédországból származtak (a 26 kőből 24 is onnan került elő, 2 a gót tájékról, Östergotlandból). 
Anund Jakab Ingigerd Olofsdotter bátyja volt, aki I. Jaroszláv novgorodi fejedelemhez ment hozzá, aki 1019-ben hódította el Kijevet bátyjától, Szvatopluktól. Ez a hódítás a varégok segítségével sikerülhetett, amit – az Ingvar-saga szerint – Ingvar apja, Eymund vezetett. 
Később I. Jaroszlávnak problémája akadt a besenyőkkel, így az expedíció tagja néhány évig maradtak még és harcoltak a besenyők ellen, majd 1042-ben folytatták az útjukat kelet felé, a Fekete-tengerhez, Szirklandba, ami a mai Grúziának felel meg.

### Utóhatás
A saga szerint csak egy hajó tért vissza az expedícióból, a többi fennmaradt rúnakő nem említ több túlélő hajót. A legtöbb kövön ennyi utalás van rájuk:
Meghaltak Keleten, Szaracénföldön.
Brémai Ádám krónikás az expedíció sikertelenségét (isteni) büntetésnek tartotta, amiért a svéd király elutasította Brémai Adalvardot püspökként és helyette Osmondust tette meg saját püspökének.

## Fordítás
- Ez a szócikk részben vagy egészben  az   Ingvar the Far-Travelled című angol Wikipédia-szócikk ezen változatának fordításán alapul.  Az eredeti cikk szerkesztőit annak laptörténete sorolja fel. Ez a jelzés csupán a megfogalmazás eredetét és a szerzői jogokat jelzi, nem szolgál a cikkben szereplő információk forrásmegjelöléseként.